# Schiedamse Poort
De Schiedamse Poort was een stadspoort in de Nederlandse stad Delft. Deze poort werd samen met de Rotterdamse Poort opgebouwd vanaf 1396, het jaar waarin de Graaf Albrecht van Beieren toestemming aan Delft gaf om haar poorten en stadsmuren weer op te bouwen. Het zou nog wel dat na 1514 duren voordat de Schiedamse en Rotterdamse poort afgebouwd waren. Omdat de zuidzijde van de stad Delft de drukst bezochte zijde was, is het niet verwonderlijk dat in 1590 het stadsbestuur besloot om deze zuidelijke poorten aan te laten passen zodat ze aan de toen geldende bouwkunst voldeden.
De Schiedamse Poort had net als de meeste andere Delftse poorten een voorpoort. Net als de Rotterdamse Poort is een impressie van deze situatie te zien op het oudst bekende zuidelijke stadsgezicht: 'Sybille van Erythrea' uit 1564. De voorpoort is echter al in de 16e eeuw afgebroken vanwege het ernstige verval waarin het was geraakt.

## Metamorfose
Rond 1573 werden de verdedigingswerken van Delft flink gemoderniseerd. De reden hiervan was de komst van Willem van Oranje naar Delft in 1572, waar hij bescherming hoopte te vinden tegen de Spaanse bezetter. De modernisering heeft zijn sporen nagelaten bij de Schiedamse poort. In plaats van een rechtstreekse verbinding tussen de poort en de westzijde van de Delftse Schie, zoals op eerdere afbeeldingen is te zien, werd een klein bolwerk gegraven voor de poort. Via dat bolwerk werd een verbinding gemaakt met de Hooikade, waarmee de westelijke oever van de Schie bereikt kon worden. De ontwerptekeningen uit die tijd laten zien hoe dat bolwerk eruitgezien zou moeten hebben. Op die tekening is ook te zien dat het bolwerk een meer bescheiden omvang had dan de andere nieuw aan te leggen bolwerken bij de Waterslootse Poort en de Haagpoort.
In 1614 werd die fortificatie uitgegraven en in plaats van een bolwerk werd een driehoekige haven gecreëerd: de Kolk. De reden voor het afgraven van de fortificatie werd ingegeven door de groeiende commerciële activiteiten van de stad in die jaren. De haven aan de zuidzijde van Delft werd te ondiep en te klein geacht: er was onvoldoende ruimte voor de schepen om te kunnen aanmeren. In 1620 was de nieuwe haven gereed. Een deel van de oude situatie van de Schiedamse Poort (op een kaart uit 1649 wordt hij de Zuydpoort genoemd) bleef nog bestaan: een klein deel van het landhoofd bleef als strekdam bewaard. Dit werd 't Hooft genoemd. De aanpassing van de haven heeft ervoor gezorgd dat in die tijd de binnenvaart tussen Delft en Rotterdam zich goed kon ontwikkelen.

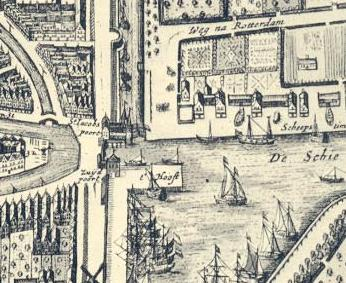
Kaart uit 1649, met landhoofd 'Hooft' en de 2 poorten (aangeduid als Zuydpoort en Jacobspoort

Deze situatie is terug te zien op het schilderij van Vermeer: 'Gezicht op Delft', het schilderij waarmee de poort beroemd is geworden. Op dat schilderij lijkt de Kolk een rustige haven, maar de archieven laten een ander beeld zien. Het was een komen en gaan van schepen, zodanig zelfs dat er verordeningen door de stad Delft zijn opgesteld om het scheepsverkeer aldaar in goede banen te leiden. Zo mochten er alleen schepen in de Kolk aanleggen, die al klaar voor vertrek waren zodat er snel ruimte gemaakt kon worden voor de volgende schepen. Aan de stadszijde en aan de buitenkant was de poort voorzien van een klok en een bel, waarmee het uitvaren van de schepen geregisseerd werd.
De Schiedamse Poort stond vlak naast de Rotterdamse Poort. Achter de stadsmuren waren de twee verdedigingscomplexen met elkaar verbonden via de Kapelsbrug, die over de Oude Delft heen gebouwd was. De Kapelsbrug is waarschijnlijk vernoemd naar een kapel die daar in de middeleeuwen zou hebben gestaan.

## Afbraak
In 1836 viel, net als voor de Rotterdamse Poort, ook voor de Schiedamse Poort het doek. De poort werd verkocht voor 1.900 guldens om de toegang tot de stad te verbeteren. Het stadsbestuur had plannen om avenues aan te leggen, waardoor de stad beter bereikbaar zou worden. De Schiedamse en Rotterdamse poort moesten ruimte maken om dit aan de zuidzijde van Delft te kunnen verwezenlijken.
Haagpoort · Sint-Andriestoren · Sint-Joostentoren · Sint-Stevenstoren · Sint-Annatoren · Sint-Claratoren · Sint-Huybrechtstoren · Sint-Joristoren · Rietveldse Toren · Koepoort · Oostpoort · Henegouwse Toren · Rotterdamse Poort · Schiedamse Poort · Bourgondische Toren · Hollandse Toren · Zeelandse Toren · Waterslootse Poort · Sint-Michielstoren · Sint-Hiëronymustoren · Schoolpoort · Bagijnetoren